# Switlodolynske (Melitopol)
Switlodolynske (ukrainisch Світлодолинське; russisch Светлодолинское Swetlodolinskoje) ist ein Dorf in der ukrainischen Oblast Saporischschja mit etwa 600 Einwohnern (2001).

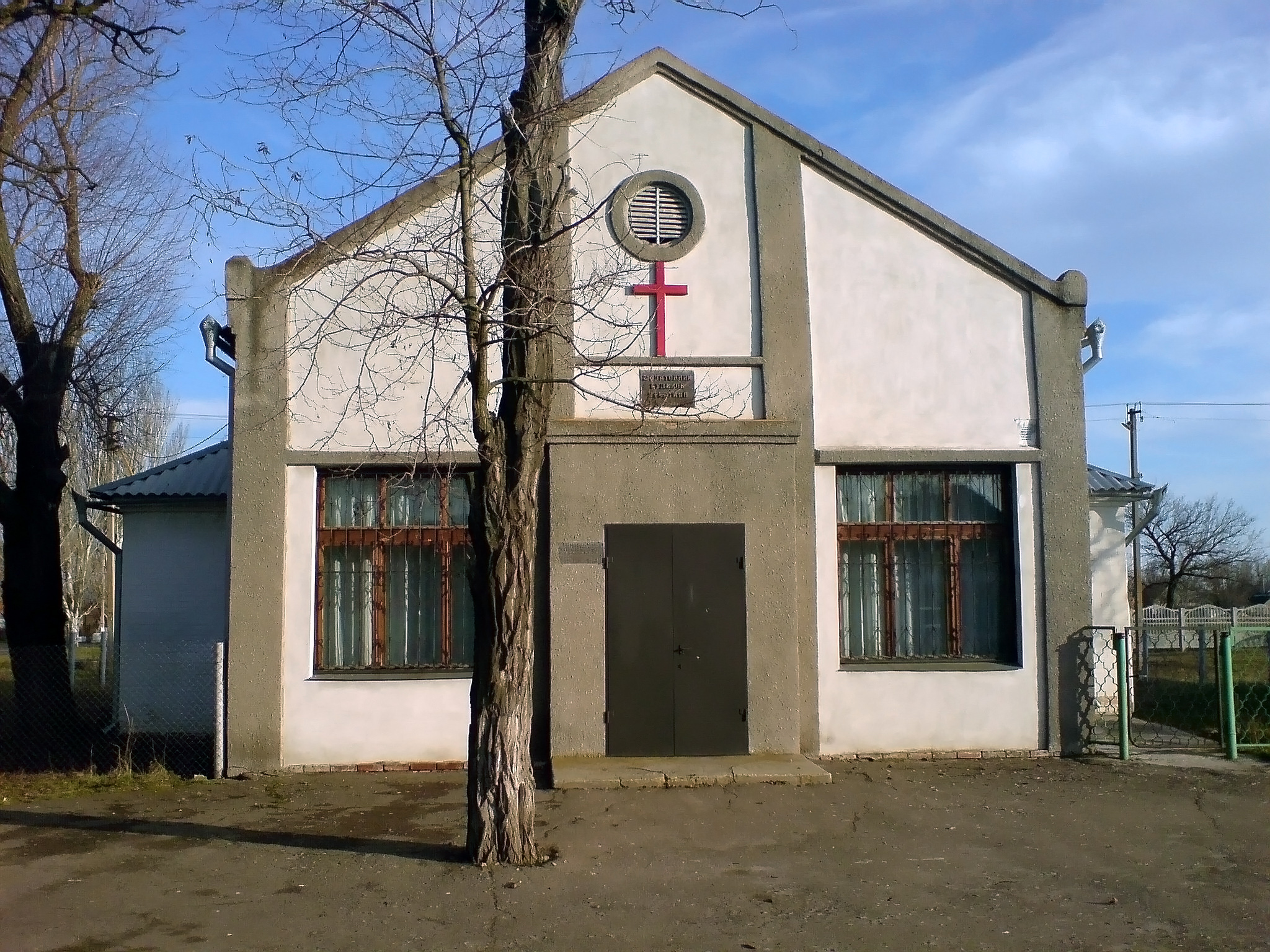
Baptistenkirche in Switlodolynske

Das 1804 von deutschen Siedlern unter dem Namen Lichtenau (Ліхтенау) als Teil der schwarzmeerdeutschen Mennoniten-Kolonie Molotschna gegründete Dorf erhielt am 21. Mai 1945 seinen heutigen Namen.
Die Ortschaft liegt auf einer Höhe von 22 m am linken Ufer der Molotschna, einem 197 km langen Zufluss des Asowschen Meeres. Durch das Dorf verläuft die Territorialstraße T–04–01, die nach 33 km in südliche Richtung zum Rajonzentrum Melitopol und nach 30 km in nördliche Richtung zur Stadt Tokmak im geografischen Zentrum der Oblast führt. Die Stadt Saporischschja befindet sich etwa 115 km nördlich von Switlodolynske. Das Dorf besitzt eine Bahnstation an der Bahnstrecke Fedoriwka–Wolnowacha.
Am 12. Juni 2020 wurde das Dorf ein Teil der neugegründeten Landgemeinde Terpinnja, bis dahin bildete es zusammen mit den Dörfern Kamjanske (Кам'янське), Orlowe (Орлове), Prylukiwka (Прилуківка) und Trawnewe (Травневе) die gleichnamige Landratsgemeinde Switlodolynske (Світлодолинська сільська рада/Switlodolynska silska rada) im Nordosten des Rajons Melitopol.

## Geschichte von Lichtenau
Der Ort wurde 1804 von 21 Familien aus Westpreußen gegründet. Diese erhielten 10 400 Rubel als zinsloses Darlehen. Anfangs als Nr. 6 geführt, dann nach einem Dorf in Westpreußen benannt. Die Dorfstraße verlief parallel zum Fluss Molotschna. Die Böden sind lehmig, aber trotzdem gute Getreideernten erzielt werden. 1826 bekam der Ort ein eigenes Kirchengebäude, da 1860 erneuert wurde. Der Ort hatte auch eine Schule. 1908 waren hier einige Unternehmen aktiv, etwa ein Vertrieb von Landwirtschaftsmaschinen (Hamm und Hübert), eine kleine Wagenbaufabrik (Bergen und Kornelson), zwei Ziegeleien (Hamm und Wiebe, Wiebe) ein Handel mit Industriewaren (Hamm) und ein Handel mit Totenkleidern (Janszen). Mit Bau der Eisenbahn bekam Lichtenau einen der drei Bahnhöfe der Kolonie. Einige der Mennonitenbauten sind erhalten.

## Kirchengebäude
1824 wurde die Gemeinde Lichtenau-Petershagen, auch bekannt als Reinflämische Gemeinde, gegründet. Diese spaltete sich 1842 auf, doch trug der größte Teil weiterhin den Namen Lichtenau-Petershagen, zu welcher die Bewohner von Altonau, Münsterberg, Blumstein, Lichtenau, Lindenau, Fischau, Schönau, Tiegenhagen, Petershagen und Ladeopp, auch einige Bewohner von Ohrolff und Tiege gehörte. Die erste Kirche wurde 1860 durch einen Backsteinbau ersetzte, welcher der Bautradition der frühen preußischen Bethäuser entsprach.  Der Haupteingang befand sich in einem zweigeschossigen Anbau zum Hof, Kanzel und Podium gegenüber des Haupteingang. Alle Fenster hatten hölzerne Läden. Die Kirche wurde zu Anfang der 1920e enteignet und als Speicher und Werkstatt benutzt.  Das Gebäude ist erhalten, doch wurden viele Fensteröffnungen zugemauert.

## Dorfschule
Die Schule stand in der Mitte des Dorfes und war parallel zur Dorfstraße ausgerichtet. Zierband unter der Traufe, Eckpfeiler und Ziegeleinfassungen der Fenster lassen eine Bauzeit um 1900 vermuten.

## Bahnhof
Der Bahnhof an der Tokmakschen Eisenbahn sollte den südlichen Teil der Kolonie Molotschna bedienen.  Das Stationsgebäude wurde 1943 von der Wehrmacht zerstört, nach dem Krieg entstand ein Neubau. Ein von Paul Epp gestaltetes Mahnmal aus zwei Granitsitzbänken soll an die vielen Mennoniten erinnern, die von hier freiwillig oder unfreiwillig ihre Heimat verließen.